# Tránsito Libre
Tránsito Libre es una banda de rock colombiana nacida en 1988 en la ciudad de Pereira. Luego de publicar un EP en 1992, en 1995 lanzaron Sueños, su primer álbum larga duración. Son populares en su país principalmente por la canción «Poco tiempo por vivir», perteneciente a su EP Tránsito Libre (1992).

## Biografía
Tránsito Libre nació en la ciudad de Pereira, Risaralda en 1988. La formación original estaba compuesta por el cantante y guitarrista John César Noreña, el bajista Germán Álvarez, el tecladista Miguel Beltrán y el baterista Antonio José Osorio. En 1992 publicaron un EP homónimo con cuatro canciones, en el que incluyeron «Poco tiempo por vivir» (escrita por Noreña en memoria de su padre fallecido) y «Por qué tuve que perderte», temas que gozaron de radiodifusión nacional.
Tres años después estrenaron su primer álbum larga duración, titulado Sueños. Después de un tiempo de ausencia de los escenarios, en el año 2000 la agrupación se reformó, con Germán Álvarez como único miembro de la formación original. Con la voz de Iván España, la batería de Andrés Quintero, los teclados de Diego Pareja y las guitarras de Kike Lenis y Jairo Ancizar Castaño, el grupo lanzó en el año 2000 el álbum En contravía.
En 2005 la agrupación publicó su tercer disco de estudio, titulado Sherezada, con influencias del power metal. Tras nuevos cambios en la formación, el regreso de Noreña y varios años de ausencia, en 2019 la banda publicó el disco recopilatorio Sueños de libertad y un álbum en vivo en formato sinfónico.
En septiembre de 2022, algunos integrantes de la agrupación aparecieron en el documental Nación rebelde, de la cadena RTVC.

## Discografía
| Año  | Título              | Formato             | Discográfica              |
| ---- | ------------------- | ------------------- | ------------------------- |
| 1992 | Tránsito Libre      | EP                  | Independiente             |
| 1995 | Sueños              | Álbum de estudio    | Independiente             |
| 1999 | Antología 1988-1998 | Álbum recopilatorio | Independiente             |
| 2000 | En contravía        | Álbum de estudio    | Independiente             |
| 2005 | Sherezada           | Álbum de estudio    | Independiente             |
| 2019 | Sueños de libertad  | Álbum recopilatorio | Psychophony Records       |
| 2019 | Sinfónico           | Álbum en vivo       | Living Metal Producciones |